# Nagyfüged
Nagyfüged je vas na Madžarskem, ki upravno spada pod podregijo Gyöngyösi Županije Heves.